# أرتوراس جافتوكاس
أرتوراس جافتوكاس مواليد 27 يناير 1977 في شياولياي، الجمهورية الليتوانية السوفيتية الاشتراكية، هو لاعب كرة سلة ليتواني معتزل. بدأ مسيرته الاحترافية في سنة 1995. يبلغ طوله 6 قدم 9 بوصة (2.1 م). اعتزل اللعب في 2005.

## المسيرة الاحترافية
لعب مع شياولياي من سنة 1995 إلى 1999، ثم لعب مع ليتوفوس رايتس من سنة 2001 إلى 2003، ثم لعب مع زالغيريس لكرة السلة من سنة 2003 إلى 2005.

## روابط خارجية
- أرتوراس جافتوكاس على موقع الاتحاد الدولي لكرة السلة (الإنجليزية)
- أرتوراس جافتوكاس على موقع كرة السلة الأوروبية.كوم (الإنجليزية)
- أرتوراس جافتوكاس على موقع كلية كرة السلة في سبورتس رفرنس.كوم (الإنجليزية)
- أرتوراس جافتوكاس على موقع ريلجم (الإنجليزية)
- أرتوراس جافتوكاس على موقع بروبوليرز (الإنجليزية)
- أرتوراس جافتوكاس على موقع سبورتس رفرنس (الإنجليزية)